# Morijama (Šiga)
Morijama (japonsky:守山市 Morijama-ši) je japonské město v prefektuře Šiga na ostrově Honšú. Žije zde přes 80 tisíc obyvatel. Ve městě se koná festival plný ohně a světla.

## Partnerská města
- Adrian, Michigan, Spojené státy americké